# Station Valençay
Station Valençay is een spoorwegstation in de Franse gemeente Valençay.